# Ярунин, Афанасий Михайлович
Афанасий Михайлович Ярунин (29 января 1904, Вятская губерния — 13 сентября 1988, Москва) — советский военный деятель, генерал-майор инженерно-авиационной службы (19.08.1944),  генерал-майор итс (20.6.1951).

## Биография
Родился 29 января 1904 года в деревне Мешалы, ныне Сунский район Кировской области. Работал в крестьянском хозяйстве родителей. В 1922-1923 гг. секретарь волостного комитета бедноты.
В Рабоче-Крестьянской Красной Армии с 1923 года (первое время - на флотской службе, рулевой эсминца). Окончил один курс ВМУ им. М. В. Фрунзе (9.1925-5.1926), Военно-теоретическую школу ВВС в Ленинграде (5-12.1926), Военную школу морских летчиков и лётнабов ВВС РККА в  Севастополе (12.1926-3.1928), инженерный факультет ВВА им. Н. Е. Жуковского (5.1930-5.1934). Член РКП(б)/ВКП(б)/КПСС с 1926 г.
Ст. инженер НИИ ВВС РККА (5.1934-2.1935), военпред Управления ВВС КА (2.1935-5.1937), районный инженер (5-10.1937), парторг ЦК ВКП(б) на заводе № 39 НКАП (10. 1937-3.1939), директор авиационного завода № 84 НКАП (3.1939-6.1947) в городе Химки.
Во время Великой Отечественной войны — директор того же завода № 84, эвакуированного в Ташкент (Ташкентского авиационного завода имени В. П. Чкалова).
Начальник 11-го (6-11.1947), 10-го (11.1947-5. 1953) ГУ Министерства авиационной промышленности СССР. Зачислен в распоряжение ГК ВМС (5-6.1953).
Районный инженер Управления заказов, приемки и авиатехнического снабжения (6—10.1953), КПА авиации (10.1953-4.1954) ВМС.
В запасе с апреля 1954 г. по болезни.
Умер 13.09.1988.

## Награды
- 5 орденов Ленина (05.03.1939, 10.07.1943, 16.09.1945, 20.06.1949, 1952),
- 2 ордена Красного Знамени (03.11.1953, 21.02.1945),
- орден Отечественной войны I степени (1945),
- орден Красной Звезды (1945),
- медали.